# 威廉·林肯
威廉·华伦斯·“威利”·林肯（英語：William Wallace "Willie" Lincoln，1850年12月21日—1862年2月20日），美国总统亚伯拉罕·林肯与其夫人玛丽·托德的第三子，11岁时不幸感染傷寒死亡。

## 在白宫的日子

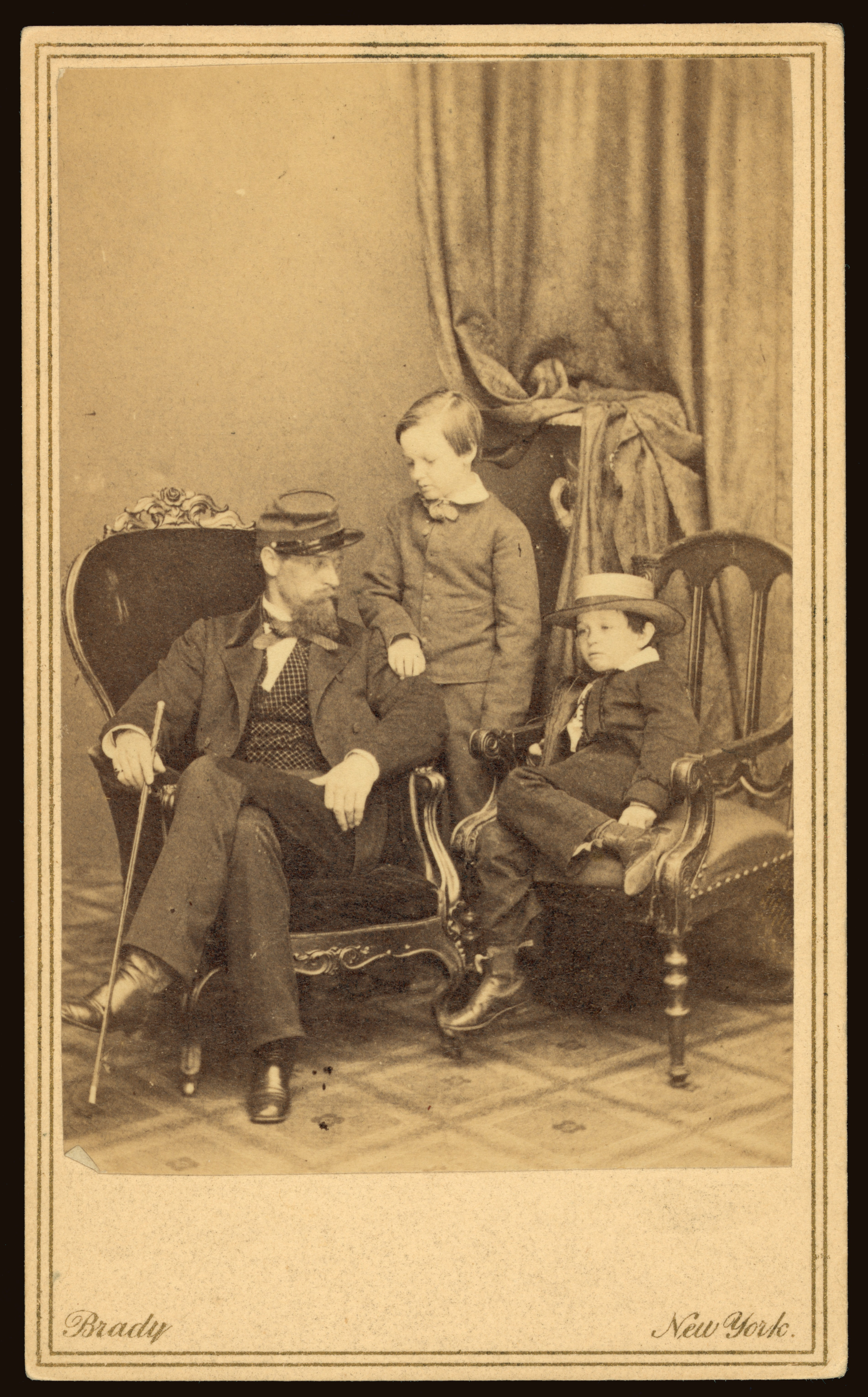
威廉和弟弟塔德还有他们的表哥（玛丽·托德的侄子）洛克伍德·托德。照片摄于华盛顿。